# A Scandal in Paris
A Scandal in Paris is een Amerikaanse dramafilm uit 1946 onder regie van Douglas Sirk. De film werd destijds in Nederland uitgebracht onder de titel Schandaal in Parijs.

## Verhaal
Eugène-François Vidocq is een corrupte politieprefect in Frankrijk ten tijde van Napoleon. Twee vrouwen hebben een grote invloed op zijn leven. Voor ene vrouw steelt hij en voor de andere tracht hij een nette burger te worden.

## Rolverdeling
| Acteur            | Personage                    |
| ----------------- | ---------------------------- |
| George Sanders    | Eugène-François Vidocq       |
| Signe Hasso       | Thérèse De Pierremont        |
| Carole Landis     | Loretta de Richet            |
| Akim Tamiroff     | Emile Vernet                 |
| Gene Lockhart     | Prefect Richet               |
| Alma Kruger       | Markiezin De Pierremont      |
| Alan Napier       | Houdon De Pierremont         |
| Jo Ann Marlowe    | Mimi De Pierremont           |
| Vladimir Sokoloff | Oom Hugo                     |
| Pedro de Cordoba  | Priester                     |
| Leona Maricle     | Eigenaar van de kledingszaak |
| Fritz Leiber      | Schilder                     |
| Skelton Knaggs    | Neef Pierre                  |
| Fred Nurney       | Neef Gabriel                 |
| Gisela Werbisek   | Tante Ernestine              |